# Jim Neidhart
Henry James "Jim" Neidhart (Tampa, Florida; 8 de febrero de 1955-Land O' Lakes, Florida; 13 de agosto de 2018) fue un luchador profesional Estadounidense y Canadiense, conocido por sus apariciones en los años 1980 y 1990 en la World Wrestling Federation como Jim "The Anvil" Neidhart.

## Biografía
Padre de Natalya. Los últimos años de su vida vivió en Calgary, Alberta (Canadá) y tenía la doble nacionalidad.
Junto a su cuñado Bret Hart, formó a mediados de los años 1980 el Tag team The Hart Foundation, con el que ganaron el WWF World Tag Team Championship en dos ocasiones. Fue una de las parejas más populares de la WWF en la llamada Era Dorada de la empresa, a finales de los años 80 y principios de los 90. Más tarde formó parte de The New Foundation junto a Owen Hart, hermano de Bret.

## Muerte
Según TMZ, la esposa de Neidhart, Elizabeth, dijo a los investigadores que el 13 de agosto de 2018 tenía problemas para dormir y se levantó de la cama para ajustar el termostato. Cuando iba a tocarlo, "giró extrañamente como si estuviera a punto de bailar", luego cayó contra la pared y el suelo. Inmediatamente llamó al 911, creyendo que estaba teniendo una convulsión, algo por lo que tomó medicamentos. Tenía un corte largo de cuatro pulgadas en la cara cuando llegaron los servicios de emergencia. Murió en el lugar a la edad de 63 años. Según la Oficina del Sheriff del Condado de Pasco, la caída lo mató. En ese momento, tenía la enfermedad de Alzheimer de inicio temprano.

## Campeonatos y logros
- Championship Wrestling from Florida
  - NWA Southern Heavyweight Championship (Florida version) (1 vez)
  - NWA United States Tag Team Championship (Florida version) (1 vez) - con Krusher Khruschev
- Memphis Championship Wrestling
  - MCW Southern Tag Team Championship (1 vez) - con The Blue Meanie
- Mid-Eastern Wrestling Federation
  - MEWF Heavyweight Championship (1 vez)
- New England Pro Wrestling Hall of Fame
  - Class of 2014[2]
- Mid-South Wrestling
  - Mid-South Tag Team Championship (1 vez) - con Butch Reed
- Pro Wrestling Illustrated
  - PWI ranked him # 37 of the 100 best tag teams of the PWI Years with Bret Hart in 2003.[3]
- Pro Wrestling Ohio
  - PWO Tag Team Championship (1 vez) - con Greg Valentine
- Stampede Wrestling
  - Stampede International Tag Team Championship (2 veces) - con Hercules Ayala (1) y Mr. Hito (1)
  - Stampede Wrestling Hall of Fame[4]
- Universal Wrestling Alliance
  - UWA Heavyweight Championship (1 vez)
- World Wrestling Federation/WWE
  - WWF World Tag Team Championship (2 veces) - con Bret Hart
  - WWE Hall of Fame (2019)
- Wrestling Observer Newsletter
  - Feud of the Year (1997) con Bret Hart, Owen Hart, Davey Boy Smith, and Brian Pillman vs. Stone Cold Steve Austin